# کاراز
کاراز (به اسپانیایی: Caraz) یک منطقهٔ مسکونی در پرو است که در Huaylas Province واقع شده‌است. کاراز ۲۴۶٫۵۲ کیلومتر مربع مساحت و ۱۴٬۲۵۰ نفر جمعیت دارد و ۲٬۲۵۶ متر بالاتر از سطح دریا واقع شده‌است.

## خواهرخوانده
شهر میزا، آریزونا خواهرخواندهٔ کاراز هست.